# Linia kolejowa Zadní Třebaň – Lochovice
Linia kolejowa Zadní Třebaň – Lochovice (Linia kolejowa nr 172 (Czechy)) – jednotorowa, regionalna i niezelektryfikowana linia kolejowa w Czechach. Łączy stacje Zadní Třebaň i Lochovice. Przebiega w całości przez terytorium kraju środkowoczeskiego.